# (6389) Ogawa
(6389) Ogawa es un asteroide perteneciente al cinturón de asteroides, región del sistema solar que se encuentra entre las órbitas de Marte y Júpiter.
Fue descubierto el 21 de enero de 1990 por Kin Endate y Kazuro Watanabe desde el observatorio de Kitami.

## Designación y nombre
Designado provisionalmente como 1990 BX, fue nombrado en honor a Shigeo Ogawa (n. 1932), presidente de Seibundo Shinkosha Company, que publica la revista astronómica mensual Tenmon Guide y muchos libros sobre astronomía.

## Características orbitales
(6389) Ogawa está situado a una distancia media del Sol de 2,751 ua, pudiendo alejarse hasta 2,920 ua y acercarse hasta 2,582 ua. Su excentricidad es 0,062 y la inclinación orbital 6,524 grados. Emplea 1666,78 días en completar una órbita alrededor del Sol.

## Características físicas
La magnitud absoluta de (6389) Ogawa es 13,37. Tiene 6,312 km de diámetro y su albedo se estima en 0,443.